# Abantis nigeriana
Abantis nigeriana es una especie de mariposa, de la familia de los hespéridos.
Se encuentra en Senegal, Gambia, Burkina Faso, Guinea, Ghana, Nigeria, sur del Sudán y Gabón. El hábitat consiste en sabanas.